# Juan Manuel González Camacho
Juan Manuel González Camacho (Lepe, Huelva, 2 de octubre de 1961) es un funcionario y político español perteneciente al Partido Popular. Actualmente es senador en las Cortes Generales.

## Biografía

### Inicios y vida personal
Juan Manuel González nació en Lepe, hijo de Josefa Camacho Madrigal y Manuel González de los Santos. Cursó sus estudios primarios en la escuela de la calle Iglesia (Lepe) y los colegios “Alonso Barba” y “Rodrigo Pérez de Acevedo”. Posteriormente, realizó estudios administrativos de 1º grado de Formación Profesional en el C.P. “Alonso Barba” y la Antigua Lonja Municipal y finalizó 2º grado de Formación Profesional, obteniendo el título de Técnico de Administrativo en la Escuela de Comercio de Huelva. 
Fue jugador del Club Deportivo San Roque de Lepe desde 1977 hasta 1984, club del que posteriormente sería Directivo de 1985 a 1988, de 1995 a 1998 y de 2008 a 2011. 
Con 22 años, en 1983, consiguió entrar a la platilla del Ayuntamiento de Lepe con la categoría de Auxiliar Administrativo. Posteriormente ascendió a la categoría de Administrativo en 1990. En 1999 pasó a ostentar el cargo de Gestor de Compras y, finalmente, en 2003 el de Tesorero. 
Contrajo matrimonio en 1988, dentro del cual ha tenido dos hijos. Ha estado vinculado a numerosas entidades culturales y sociales de Lepe, entre las que destaca haber sido miembro de la Junta Directiva de la Asociación Familiar Virgen Bella (editora de la publicación "La Voz de Lepe") como Presidente (cuatro años) y Secretario (diez años), así como miembro de la Junta Directiva de la Hermandad de la Bella de 1997 a 2000.

### Carrera política
Entró a formar parte del Pleno del Ayuntamiento de Lepe tras las Elecciones municipales de 2011, en la que concurrió como segundo de lista por el Partido Popular junto a Manuel Andrés González (candidato a Alcalde). La mayoría absoluta obtenida por el Partido Popular en estos comicios, con 13 de 21 concejales, le permitió entrar en el Equipo de Gobierno como Primer Teniente de Alcalde. Unos meses después, el 5 de noviembre de 2011, sería nombrado Presidente del Partido Popular de Lepe. 
El 23 de octubre de 2013 tomó posesión de la vara de Alcalde tras la dimisión de Manuel Andrés González, pasando a ser el quinto alcalde lepero de la etapa democrática. 
Fue candidato a Alcalde como cabeza de lista del Partido Popular en las Elecciones municipales de España de 2015, en las que consiguió su primera mayoría absoluta, con 12 concejales de 21. Unos meses más tarde fue elegido Presidente del Consorcio de Turismo Sostenible de la Costa Occidental de Huelva, compuesto por los municipios de Ayamonte, Isla Cristina, Lepe, Cartaya, Punta Umbría, Aljaraque y Gibraleón. 
Es miembro del Comité Ejecutivo del PP-A desde su XV Congreso, celebrado del 17 al 19 de marzo de 2017 en Málaga, en calidad de Alcalde. En noviembre de 2017 fue reelegido por unanimidad como Presidente del Partido Popular de Lepe, en un acto al que asistieron la entonces Ministra de Empleo y Seguridad Social Fátima Báñez y el Vicesecretario de Comunicación del PP Pablo Casado.
Tras las Elecciones municipales de España de 2019, en las que consiguió 13 concejales de 21, fue nombrado nuevamente como Alcalde de Lepe por mayoría absoluta. En noviembre del mismo año fue reelegido como Presidente del Consorcio de Turismo Sostenible de la Costa Occidental de Huelva.